# Nágocs, Somogy
Nágocs  este un sat în districtul Tab, județul Somogy, Ungaria, având o populație de 652 de locuitori (2011). 

## Demografie
Componența etnică a satului Nágocs
     Maghiari (94,06%)
     Romi (2,89%)
     Germani (2,55%)
     Necunoscut (0,51%)
     Alții (0,51%)
Componența confesională a satului Nágocs
     Fără religie (15,18%)
     Reformați (9,2%)
     Luterani (1,38%)
     Necunoscută (74,23%)
     Alte religii (7,36%)
Conform recensământului din 2011, satul Nágocs avea 652 de locuitori. Din punct de vedere etnic, majoritatea locuitorilor (94,06%) erau maghiari, existând și minorități de romi (2,89%) și germani (2,55%). Apartenența etnică nu este cunoscută în cazul a 0,51% din locuitori. Nu există o religie majoritară, locuitorii fiind persoane fără religie (15,18%), reformați (9,2%) și luterani (1,38%). Pentru 74,23% din locuitori nu este cunoscută apartenența confesională.